# Tom Okker
Thomas Samuel "Tom" Okker (Amsterdam, Països Baixos, 22 de febrer de 1944) fou un tennista professional neerlandès. Va destacar tan en categoria individual com en dobles, ja que va estar en el Top 10 del rànquing individual durant set temporades consecutives arribant a ser número 3, però els èxits més importants els va aconseguir en categoria de dobles, en el qual fou número 1 l'any 1979.

## Biografia
Des de mitjans dels anys 80, Okker es va involucrar en l'art i va participar en la creació de la galeria d'art Jaski a Amsterdam, especialitzada en treballs del moviment artístic CoBrA. El 2005 fa fundar la galeria d'art Tom Okker Art a Hazerswoude-Dorp, on viu actualment.
L'any 1969 fou escollit el millor esportista neerlandès de l'any. Jueu per ascendència paterna, fou admès en el Saló de la Fama Internacional Jueu dels Esports l'any 2003.

## Torneigs de Grand Slam

### Individual: 1 (0−1)
| Resultat  | Núm. | Any  | Torneig | Oponent     | Marcador                  |
| --------- | ---- | ---- | ------- | ----------- | ------------------------- |
| Finalista | 1.   | 1968 | US Open | Arthur Ashe | 12−14, 7−5, 3−6, 6−3, 3−6 |

### Dobles: 5 (2−3)
| Resultat  | Núm. | Any  | Torneig          | Parella       | Oponents                   | Marcador                |
| --------- | ---- | ---- | ---------------- | ------------- | -------------------------- | ----------------------- |
| Finalista | 1.   | 1969 | Wimbledon        | Marty Riessen | John Newcombe Tony Roche   | 5−7, 9−11, 3−6          |
| Finalista | 2.   | 1971 | Open d'Austràlia | Marty Riessen | John Newcombe Tony Roche   | 2−6, 6−7                |
| Guanyador | 1.   | 1973 | Roland Garros    | John Newcombe | Jimmy Connors Ilie Năstase | 6−1, 3−6, 6−3, 5−7, 6−4 |
| Finalista | 3.   | 1975 | US Open          | Marty Riessen | Jimmy Connors Ilie Năstase | 4−6, 6−7                |
| Guanyador | 2.   | 1976 | US Open          | Marty Riessen | Paul Kronk Cliff Letcher   | 6−4, 6−4                |

## Palmarès

### Individual: 63 (33−30)
| Resultat  | Núm. | Data                   | Torneig                      | Superfície   | Oponent            | Marcador                  |
| --------- | ---- | ---------------------- | ---------------------------- | ------------ | ------------------ | ------------------------- |
| Guanyador | 1.   | 19 de maig de 1968     | Roma, Itàlia                 | Terra batuda | Bob Hewitt         | 10−8, 6−8, 6−1, 3−6, 6−0  |
| Finalista | 1.   | 2 de juny de 1968      | Berlín, Alemanya Occidental  | Terra batuda | Manuel Santana     | 8−6, 4−6, 1−6, 2−6        |
| Guanyador | 2.   | 10 de juny de 1968     | Saltsjöbaden, Suècia         | Terra batuda | Jan-Erik Lundqvist | 3−6, 6−3, 7−5             |
| Finalista | 2.   | 16 de juny de 1968     | Lugano, Suïssa               | Terra batuda | Ion Țiriac         | 8−6, 5−7, 0−6             |
| Guanyador | 3.   | 13 de juliol de 1968   | Dublín, Irlanda              | Gespa        | Lew Hoad           | 6−1, 6−2                  |
| Finalista | 3.   | 21 de juliol de 1968   | Gstaad, Suïssa               | Terra batuda | Cliff Drysdale     | 3−6, 3−6, 0−6             |
| Finalista | 4.   | 8 de setembre de 1968  | US Open, Estats Units        | Gespa        | Arthur Ashe        | 12−14, 7−5, 3−6, 6−3, 3−6 |
| Finalista | 5.   | 12 d'abril de 1969     | Johannesburg, Sud-àfrica     | Dura         | Rod Laver          | 3−6, 8−10, 3−6            |
| Guanyador | 4.   | 20 d'abril de 1969     | Montecarlo, Mònaco           | Terra batuda | John Newcombe      | 8−10, 6−1, 7−5, 6−3       |
| Guanyador | 5.   | 9 de maig de 1969      | Tòquio, Japó                 |              | Roy Emerson        | 6−3, 6−4                  |
| Guanyador | 6.   | 18 de maig de 1969     | Brussel·les, Bèlgica         | Terra batuda | Zeljko Franulovic  | 6−4, 1−6, 6−2, 6−3        |
| Guanyador | 7.   | 24 de juny de 1969     | Amsterdam, Països Baixos     |              | Andrés Gimeno      | 6−4, 6−3                  |
| Guanyador | 8.   | 21 de juliol de 1969   | Milwaukee, Estats Units      |              | Marty Riessen      | 6−3, 6−4                  |
| Finalista | 6.   | 27 de juliol de 1969   | Gstaad (2)                   | Terra batuda | Roy Emerson        | 2−6, 14−12, 4−6, 4−6      |
| Guanyador | 9.   | 2 d'agost de 1969      | Hilversum, Països Baixos     | Terra batuda | Roger Taylor       | 10−8, 7−9, 6−4, 6−4       |
| Finalista | 7.   | 11 d'agost de 1969     | Hamburg, Alemanya Occidental | Terra batuda | Tony Roche         | 1−6, 7−5, 5−7, 6−8        |
| Guanyador | 10.  | 24 d'agost de 1969     | Newport, Estats Units        | Gespa        | Dennis Ralston     | 4−6, 7−5, 6−2             |
| Finalista | 8.   | 5 d'octubre de 1969    | Tucson, Estats Units         |              | Tony Roche         | 7−9, 1−6                  |
| Guanyador | 11.  | 5 de novembre de 1969  | París, França                | Fusta        | Butch Buchholz     | 8−6, 6−2, 6−1             |
| Finalista | 9.   | 2 de febrer de 1970    | Auckland, Nova Zelanda       | Gespa        | Roger Taylor       | 4−6, 4−6, 1−6             |
| Guanyador | 12.  | 11 de maig de 1970     | Atlanta, Estats Units        |              | Dennis Ralston     | 6−4, 10−8, 6−2            |
| Guanyador | 13.  | 18 de maig de 1970     | Brussel·les (2)              |              | Ilie Năstase       | 6−3, 6−4, 0−6, 4−6, 6−4   |
| Finalista | 10.  | 19 de juliol de 1970   | Gstaad (3)                   | Terra batuda | Tony Roche         | 5−7, 5−7, 3−6             |
| Guanyador | 14.  | 18 de maig de 1970     | Leicester, Regne Unit        | Gespa        | Roger Taylor       | 6−1, 10−8                 |
| Guanyador | 15.  | 2 d'agost de 1970      | Hilversum (2)                | Terra batuda | Roger Taylor       | 4−6, 6−0, 6−1, 6−3        |
| Guanyador | 16.  | 17 d'agost de 1970     | Hamburg (2)                  | Terra batuda | Ilie Năstase       | 4−6, 6−3, 6−3, 6−4        |
| Finalista | 11.  | octubre de 1970        | Berlín (2)                   |              | Rod Laver          | 3−6, 7−6, 2−6             |
| Finalista | 12.  | 19 de març de 1971     | Nova York, Estats Units      | Gespa        | Rod Laver          | 5−7, 2−6, 1−6             |
| Finalista | 13.  | 11 d'abril de 1971     | Montecarlo                   | Terra batuda | Ilie Năstase       | 6−3, 6−8, 1−6, 1−6        |
| Finalista | 14.  | 11 de juliol de 1971   | Gstaad (4)                   | Terra batuda | John Newcombe      | 2−6, 7−5, 6−1, 5−7, 3−6   |
| Guanyador | 17.  | 25 de juliol de 1971   | Louisville, Estats Units     | Terra batuda | Cliff Drysdale     | 3−6, 6−4, 6−1             |
| Guanyador | 18.  | 1 d'agost de 1971      | Quebec, Canadà               |              | Rod Laver          | 6−3, 7−6, 6−7, 6−1        |
| Finalista | 15.  | 15 d'agost de 1971     | Toronto, Canadà              | Terra batuda | John Newcombe      | 6−7, 6−3, 2−6, 6−7        |
| Finalista | 16.  | 10 d'octubre de 1971   | Vancouver, Canadà            |              | Ken Rosewall       | 2−6, 2−6, 4−6             |
| Guanyador | 19.  | 19 de març de 1972     | Chicago, Estats Units        |              | Arthur Ashe        | 4−6, 6−2, 6−3             |
| Finalista | 17.  | 6 d'agost de 1972      | U.S. Pro, Estats Units       | Terra batuda | Robert Lutz        | 4−6, 6−2, 4−6, 4−6        |
| Finalista | 18.  | 12 de novembre de 1972 | Estocolm, Suècia             | Dura (i)     | Stan Smith         | 4−6, 3−6                  |
| Finalista | 19.  | 18 de novembre de 1972 | Rotterdam, Països Baixos     | Moqueta      | Arthur Ashe        | 6−3, 2−6, 1−6             |
| Guanyador | 20.  | 25 de març de 1973     | Washington DC, Estats Units  | Moqueta      | Arthur Ashe        | 6−3, 6−7, 7−6             |
| Guanyador | 21.  | 23 de juliol de 1973   | Hilversum (3)                | Terra batuda | Andrés Gimeno      | 2−6, 6−4, 6−4, 6−7, 6−3   |
| Finalista | 20.  | 29 de juliol de 1973   | Washington DC                | Terra batuda | Arthur Ashe        | 4−6, 2−6                  |
| Guanyador | 22.  | 26 d'agost de 1973     | Toronto                      | Terra batuda | Manuel Orantes     | 6−3, 6−2, 6−1             |
| Guanyador | 23.  | 16 de setembre de 1973 | Seattle, Estats Units        |              | John Alexander     | 7−5, 6−4                  |
| Finalista | 21.  | 23 de setembre de 1973 | Los Angeles, Estats Units    | Dura         | Jimmy Connors      | 5−7, 6−7                  |
| Guanyador | 24.  | 30 de setembre de 1973 | Chicago (2)                  |              | John Newcombe      | 3−6, 7−6, 6−3             |
| Guanyador | 25.  | 21 d'octubre de 1973   | Madrid, Espanya              | Terra batuda | Jaime Fillol       | 4−6, 6−3, 6−3, 7−5        |
| Guanyador | 26.  | 17 de novembre de 1973 | Londres, Regne Unit          | Moqueta      | Ilie Năstase       | 6−3, 6−4                  |
| Finalista | 22.  | 8 de desembre de 1973  | Boston, Estats Units         | Moqueta      | Ilie Năstase       | 3−6, 5−7, 6−4, 3−6        |
| Guanyador | 27.  | 17 de febrer de 1974   | Toronto                      | Moqueta      | Ilie Năstase       | 6−3, 6−4                  |
| Finalista | 23.  | 17 de març de 1974     | Washington DC                | Moqueta      | Ilie Năstase       | 3−6, 3−6                  |
| Guanyador | 28.  | 31 de març de 1974     | Rotterdam                    | Moqueta      | Tom Gorman         | 4−6, 7−6, 6−1             |
| Finalista | 24.  | 25 d'agost de 1974     | U.S. Pro (2)                 | Terra batuda | Björn Borg         | 6−7, 1−6, 1−6             |
| Finalista | 25.  | 10 de novembre de 1974 | Estocolm (2)                 | Dura (i)     | Arthur Ashe        | 2−6, 2−6                  |
| Finalista | 26.  | 2 de març de 1975      | Rotterdam (2)                | Moqueta      | Arthur Ashe        | 6−3, 2−6, 4−6             |
| Finalista | 27.  | 19 d'abril de 1975     | Johannesburg (2)             | Dura         | Buster C. Mottram  | 4−6, 2−6                  |
| Finalista | 28.  | 27 d'abril de 1975     | Estocolm (3)                 | Moqueta      | Arthur Ashe        | 4−6, 2−6                  |
| Guanyador | 29.  | 22 de juny de 1975     | Nottingham, Regne Unit       | Gespa        | Tony Roche         | 6−1, 3−6, 6−3             |
| Guanyador | 30.  | 2 de novembre de 1975  | París (2)                    | Moqueta      | Arthur Ashe        | 6−3, 2−6, 6−3, 3−6, 6−4   |
| Guanyador | 31.  | 6 de febrer de 1977    | Richmond, Estats Units       | Moqueta      | Vitas Gerulaitis   | 3−6, 6−3, 6−4             |
| Finalista | 29.  | 30 de juliol de 1978   | Hilversum                    | Terra batuda | Balázs Taróczy     | 6−2, 1−6, 2−6, 4−6        |
| Guanyador | 32.  | 15 d'octubre de 1978   | Tel-Aviv, Israel             |              | Peter Feigl        | 6−7, 6−4, 6−2             |
| Finalista | 30.  | novembre de 1978       | Anvers, Bèlgica              | Moqueta      | Björn Borg         | 4−6, 3−6                  |
| Guanyador | 33.  | 14 d'octubre de 1979   | Tel-Aviv (2)                 |              | Per Hjertquist     | 6−4, 6−3                  |

### Dobles: 114 (78−36)
| Resultat  | Núm. | Data | Torneig                                      | Superfície   | Parella           | Oponents                              | Marcador                     |
| --------- | ---- | ---- | -------------------------------------------- | ------------ | ----------------- | ------------------------------------- | ---------------------------- |
| Guanyador | 1.   | 1968 | Roma, Itàlia                                 | Terra batuda | Marty Riessen     | Nicholas Kalogeropoulos Allan Stone   | 6−3, 6−4, 6−2                |
| Finalista | 1.   | 1968 | Gstaad, Suïssa                               | Terra batuda | Mal Anderson      | John Newcombe Dennis Ralston          | 10−8, 10−12, 14−12, 3−6, 3−6 |
| Guanyador | 2.   | 1968 | Hamburg, Alemanya Occidental                 | Terra batuda | Marty Riessen     | John Newcombe Tony Roche              | 6−4, 6−4, 7−5                |
| Guanyador | 3.   | 1969 | Filadèlfia, Estats Units                     | Moqueta      | Marty Riessen     | John Newcombe Tony Roche              | 8−6, 6−4                     |
| Finalista | 2.   | 1969 | Wimbledon, Regne Unit                        | Gespa        | Marty Riessen     | John Newcombe Tony Roche              | 5−7, 9−11, 3−6               |
| Guanyador | 4.   | 1969 | Brussel·les, Bèlgica                         |              | John Newcombe     | Bob Hewitt Frew McMillan              | 7−5, 6−4, 4−6, 8−6           |
| Guanyador | 5.   | 1969 | Gstaad                                       | Terra batuda | Marty Riessen     | Mal Anderson Roy Emerson              | 6−1, 6−4                     |
| Guanyador | 6.   | 1969 | Hilversum                                    | Gespa        | Roger Taylor      | Jan Kodeš Jan Kukal                   | 6−3, 6−2, 6−4                |
| Guanyador | 7.   | 1969 | Hamburg (2)                                  | Terra batuda | Marty Riessen     | Jean-Claude Barclay Jürgen Fassbender | 6−1, 6−2, 6−4                |
| Guanyador | 8.   | 1969 | Newport, Estats Units                        | Gespa        | Marty Riessen     | Dennis Ralston Roger Taylor           | 6−3, 3−6, 6−1                |
| Guanyador | 9.   | 1969 | Chicago, Estats Units                        | Moqueta      | Marty Riessen     | Butch Buchholz Raymond Moore          | 6−1, 6−3                     |
| Guanyador | 10.  | 1969 | Atlanta, Estats Units                        |              | Marty Riessen     | John Newcombe Tony Roche              | 8−6, 6−3                     |
| Guanyador | 11.  | 1969 | Tucson, Estats Units                         |              | Marty Riessen     | Tony Roche Roger Taylor               | 5−7, 7−5, 6−4                |
| Guanyador | 12.  | 1970 | Londres, Regne Unit                          |              | Marty Riessen     | Owen Davidson Rod Laver               | 6−3, 13−11, 9−11, 2−6, 7−5   |
| Guanyador | 13.  | 1970 | Bournemouth, Regne Unit                      |              | Tony Roche        | Bill Bowrey Owen Davidson             | 2−6, 6−4, 6−4, 6−4           |
| Guanyador | 14.  | 1970 | Atlanta                                      |              | Marty Riessen     | Roy Emerson Pancho Segura             | 6−4, 6−2                     |
| Guanyador | 15.  | 1970 | Londres                                      | Gespa        | Marty Riessen     | Arthur Ashe Charlie Pasarell          | 6−4, 6−4                     |
| Finalista | 3.   | 1970 | Gstaad (2)                                   | Terra batuda | Marty Riessen     | Cliff Drysdale Roger Taylor           | 2−6, 3−6, 2−6                |
| Finalista | 4.   | 1970 | Hamburg                                      | Terra batuda | Nikola Pilić      | Bob Hewitt Frew McMillan              | 3−6, 5−7, 2−6                |
| Guanyador | 16.  | 1970 | Los Angeles, Estats Units                    | Dura         | Marty Riessen     | Robert Lutz Stan Smith                | 7−6, 6−2                     |
| Finalista | 5.   | 1971 | Open d'Austràlia, Austràlia                  | Gespa        | Marty Riessen     | John Newcombe Tony Roche              | 2−6, 6−7                     |
| Finalista | 6.   | 1971 | Montecarlo, Mònaco                           | Terra batuda | Roger Taylor      | Ilie Năstase Ion Ţiriac               | 6−1, 3−6, 3−6, 6−8           |
| Guanyador | 17.  | 1971 | Chicago (2)                                  | Moqueta      | Marty Riessen     | John Newcombe Tony Roche              | 7−6, 4−6, 7−6                |
| Guanyador | 18.  | 1971 | Dallas, Estats Units                         | Terra batuda | Marty Riessen     | Robert Lutz Charlie Pasarell          | 6−3, 6−4                     |
| Guanyador | 19.  | 1971 | Londres (2)                                  | Gespa        | Marty Riessen     | Stan Smith Erik van Dillen            | 8−6, 4−6, 10−8               |
| Finalista | 7.   | 1971 | Gstaad (3)                                   | Terra batuda | John Newcombe     | John Alexander Phil Dent              | 7−5, 3−6, 4−6                |
| Guanyador | 20.  | 1971 | Washington DC, Estats Units                  | Terra batuda | Marty Riessen     | Robert Carmichael Ray Ruffels         | 7−6, 6−2                     |
| Finalista | 8.   | 1971 | Quebec, Canadà                               |              | Marty Riessen     | Roy Emerson Rod Laver                 | 6−7, 2−6                     |
| Finalista | 9.   | 1971 | Boston, Estats Units                         | Terra batuda | Marty Riessen     | Roy Emerson Rod Laver                 | 4−6, 4−6                     |
| Guanyador | 21.  | 1971 | Toronto, Canadà                              | Terra batuda | Marty Riessen     | Arthur Ashe Dennis Ralston            | 6−3, 6−3, 6−1                |
| Guanyador | 22.  | 1971 | Colònia, Alemanya Occidental                 | Moqueta      | Marty Riessen     | Roy Emerson Rod Laver                 | 6−7, 3−6, 7−6, 6−3, 6−4      |
| Guanyador | 23.  | 1972 | Richmond, Estats Units                       | Moqueta      | Marty Riessen     | John Newcombe Tony Roche              | 7−6, 7−6                     |
| Guanyador | 24.  | 1972 | Miami, Estats Units                          | Dura         | Marty Riessen     | Roy Emerson Rod Laver                 | 7−5, 6−4                     |
| Guanyador | 25.  | 1972 | Chicago (3)                                  | Moqueta      | Marty Riessen     | Roy Emerson Rod Laver                 | 6−2, 6−3                     |
| Guanyador | 26.  | 1972 | Charlotte, Estats Units                      | Terra batuda | Marty Riessen     | John Newcombe Tony Roche              | 6−4, 4−6, 7−6                |
| Guanyador | 27.  | 1972 | Washington DC (2)                            | Terra batuda | Marty Riessen     | John Newcombe Tony Roche              | 3−6, 6−3, 6−2                |
| Guanyador | 28.  | 1972 | Fort Worth, Estats Units                     | Dura         | Marty Riessen     | Ken Rosewall Fred Stolle              | 6−2, 6−2                     |
| Guanyador | 29.  | 1972 | Mont-real, Canadà                            |              | Marty Riessen     | Robert Maud Ken Rosewall              | 6−1, 4−6, 7−6                |
| Guanyador | 30.  | 1972 | Alamo, Estats Units                          |              | Marty Riessen     | Ismail El Shafei Brian Fairlie        | 7−6, 6−4                     |
| Guanyador | 31.  | 1972 | Essen, Alemanya Occidental                   |              | Marty Riessen     | Robert Carmichael Terry Addison       | 6−4, 6−2, 6−3                |
| Guanyador | 32.  | 1972 | Goteborg, Suècia                             | Moqueta      | Marty Riessen     | Ismail El Shafei Brian Fairlie        | 6−2, 7−6                     |
| Guanyador | 33.  | 1972 | Estocolm, Suècia                             | Dura (i)     | Marty Riessen     | Colin Dibley Roy Emerson              | 7−5, 7−6                     |
| Guanyador | 34.  | 1973 | Londres (2)                                  | Dura (i)     | Marty Riessen     | Arthur Ashe Roscoe Tanner             | 6−3, 6−3                     |
| Guanyador | 35.  | 1973 | Milà, Itàlia                                 | Moqueta      | Marty Riessen     | Ken Rosewall Fred Stolle              | 6−3, 6−3                     |
| Finalista | 10.  | 1973 | Colònia                                      | Moqueta      | Marty Riessen     | Mark Cox Graham Stilwell              | 6−7, 3−6                     |
| Guanyador | 36.  | 1973 | Washington DC (3)                            | Moqueta      | Marty Riessen     | Arthur Ashe Roscoe Tanner             | 4−6, 7−6, 6−2                |
| Guanyador | 37.  | 1973 | Houston, Estats Units                        | Terra batuda | Marty Riessen     | Arthur Ashe Roscoe Tanner             | 7−5, 7−5                     |
| Guanyador | 38.  | 1973 | Charlotte (2)                                | Terra batuda | Marty Riessen     | Tom Gorman Erik van Dillen            | 7−6, 3−6, 6−3                |
| Finalista | 11.  | 1973 | Denver, Estats Units                         | Moqueta      | John Newcombe     | Jimmy Connors Ilie Năstase            | 6−3, 3−6, 6−7                |
| Finalista | 12.  | 1973 | World Doubles WCT, Mont-real, Canadà         | Moqueta      | Marty Riessen     | Robert Lutz Stan Smith                | 2−6, 6−7, 0−6                |
| Guanyador | 39.  | 1973 | Torneig de Roland Garros, França             | Gespa        | John Newcombe     | Jimmy Connors Ilie Năstase            | 6−1, 3−6, 6−3, 5−7, 6−4      |
| Guanyador | 40.  | 1973 | Roma (2)                                     | Terra batuda | John Newcombe     | Ross Case Geoff Masters               | 6−2, 6−3, 6−4                |
| Guanyador | 41.  | 1973 | Londres (3)                                  | Gespa        | Marty Riessen     | Ray Keldie Raymond Moore              | 6−4, 7−5                     |
| Guanyador | 42.  | 1973 | Seattle, Estats Units                        |              | Tom Gorman        | Robert Carmichael Frew McMillan       | 2−6, 6−4, 7−6                |
| Guanyador | 43.  | 1973 | Barcelona, Espanya                           | Terra batuda | Ilie Năstase      | Antonio Muñoz Manuel Orantes          | 4−6, 6−3, 6−2                |
| Guanyador | 44.  | 1973 | Madrid, Espanya                              | Terra batuda | Ilie Năstase      | Robert Carmichael Frew McMillan       | 6−3, 6−0                     |
| Guanyador | 45.  | 1973 | Johannesburg, Sud-àfrica                     | Dura         | Arthur Ashe       | Lew Hoad Robert Maud                  | 6−2, 4−6, 6−2, 6−4           |
| Finalista | 13.  | 1974 | Toronto                                      | Moqueta      | Marty Riessen     | Raúl Ramírez Tony Roche               | 3−6, 6−2, 4−6                |
| Finalista | 14.  | 1974 | Miami                                        | Dura         | Marty Riessen     | John Alexander Phil Dent              | 6−4, 4−6, 5−7                |
| Finalista | 15.  | 1974 | Washington DC                                | Moqueta      | Marty Riessen     | Bob Hewitt Frew McMillan              | 6−7, 3−6                     |
| Guanyador | 46.  | 1974 | Estocolm (2)                                 | Dura (i)     | Marty Riessen     | Bob Hewitt Frew McMillan              | 2−6, 6−3, 6−4                |
| Finalista | 16.  | 1974 | Johannesburg                                 | Dura         | Marty Riessen     | Bob Hewitt Frew McMillan              | 6−7, 4−6, 3−6                |
| Finalista | 17.  | 1975 | Bolonya, Itàlia                              | Moqueta      | Arthur Ashe       | Paolo Bertolucci Adriano Panatta      | 3−6, 6−3, 3−6                |
| Guanyador | 47.  | 1975 | Barcelona                                    | Moqueta      | Arthur Ashe       | Paolo Bertolucci Adriano Panatta      | 7−5, 6−1                     |
| Finalista | 18.  | 1975 | Montecarlo (2)                               | Terra batuda | Arthur Ashe       | Bob Hewitt Frew McMillan              | 3−6, 2−6                     |
| Guanyador | 48.  | 1975 | Johannesburg (2)                             | Dura         | Arthur Ashe       | Bob Hewitt Frew McMillan              | 6−3, 6−2                     |
| Guanyador | 49.  | 1975 | Estocolm                                     | Moqueta (i)  | Arthur Ashe       | Patrice Dominguez Kim Warwick         | 6−3, 7−6                     |
| Finalista | 19.  | 1975 | Nottingham, Regne Unit                       | Gespa        | Marty Riessen     | Charlie Pasarell Roscoe Tanner        | 2−6, 3−6                     |
| Finalista | 20.  | 1975 | US Open, Estats Units                        | Terra batuda | Marty Riessen     | Jimmy Connors Ilie Năstase            | 4−6, 6−7                     |
| Finalista | 21.  | 1975 | París, França                                | Dura (i)     | Ilie Năstase      | Wojtek Fibak Karl Meiler              | 4−6, 6−7                     |
| Guanyador | 50.  | 1975 | Hong Kong, Xina                              | Dura         | Ken Rosewall      | Robert Carmichael Sandy Mayer         | 6−3, 6−4                     |
| Finalista | 22.  | 1976 | Columbus, Estats Units                       | Moqueta      | Arthur Ashe       | Bob Hewitt Frew McMillan              | 6−7, 4−6                     |
| Finalista | 23.  | 1976 | Richmond                                     | Moqueta      | Arthur Ashe       | Brian Gottfried Raúl Ramírez          | 4−6, 5−7                     |
| Finalista | 24.  | 1976 | Rotterdam, Països Baixos                     | Moqueta      | Arthur Ashe       | Rod Laver Frew McMillan               | 1−6, 7−6, 6−7                |
| Guanyador | 51.  | 1976 | Basilea, Suïssa                              | Moqueta      | Frew McMillan     | Jiří Hřebec Jan Kodeš                 | 6−4, 7−6, 6−4                |
| Finalista | 25.  | 1976 | Johannesburg (2)                             | Dura         | Frew McMillan     | Marty Riessen Roscoe Tanner           | 2−6, 5−7                     |
| Finalista | 26.  | 1976 | Estocolm                                     | Moqueta      | Adriano Panatta   | Alex Metreveli Ilie Năstase           | 4−6, 5−7                     |
| Guanyador | 52.  | 1976 | US Open                                      | Terra batuda | Marty Riessen     | Paul Kronk Cliff Letcher              | 6−4, 6−4                     |
| Guanyador | 53.  | 1976 | París                                        | Dura (i)     | Marty Riessen     | Freddie McNair Sherwood Stewart       | 6−2, 6−2                     |
| Finalista | 27.  | 1976 | Estocolm                                     | Dura (i)     | Marty Riessen     | Bob Hewitt Frew McMillan              | 4−6, 6−4, 4−6                |
| Guanyador | 54.  | 1977 | Birmingham, Regne Unit                       | Moqueta      | Wojtek Fibak      | Billy Martin Bill Scanlon             | 6−3, 6−4                     |
| Finalista | 28.  | 1977 | Filadèlfia                                   | Moqueta      | Wojtek Fibak      | Bob Hewitt Frew McMillan              | 1−6, 6−1, 3−6                |
| Guanyador | 55.  | 1977 | Richmond (2)                                 | Moqueta      | Wojtek Fibak      | Ross Case Tony Roche                  | 6−4, 6−4                     |
| Guanyador | 56.  | 1977 | Ciutat de Mèxic, Mèxic                       | Dura         | Wojtek Fibak      | Ilie Năstase Adriano Panatta          | 6−2, 6−3                     |
| Guanyador | 57.  | 1977 | Toronto (2)                                  | Moqueta      | Wojtek Fibak      | Ross Case Tony Roche                  | 6−4, 6−1                     |
| Guanyador | 58.  | 1977 | Rotterdam                                    | Moqueta      | Wojtek Fibak      | Vijay Amritraj Dick Stockton          | 6−4, 6−4                     |
| Finalista | 29.  | 1977 | Montecarlo (3)                               | Terra batuda | Wojtek Fibak      | François Jauffret Jan Kodeš           | 6−2, 3−6, 2−6                |
| Guanyador | 59.  | 1977 | Charlotte (3)                                | Terra batuda | Ken Rosewall      | Corrado Barazzutti Adriano Panatta    | 6−1, 3−6, 7−6                |
| Guanyador | 60.  | 1977 | World of Doubles, Woodlands, Estats Units    | Dura         | Marty Riessen     | Tim Gullikson Tom Gullikson           | 3−6, 6−3, 6−3, 4−6, 6−1      |
| Guanyador | 61.  | 1977 | Estocolm (3)                                 | Dura (i)     | Wojtek Fibak      | Brian Gottfried Raúl Ramírez          | 6−3, 6−3                     |
| Finalista | 30.  | 1978 | St. Louis, Estats Units                      | Moqueta      | Wojtek Fibak      | Bob Hewitt Frew McMillan              | 3−6, 2−6                     |
| Guanyador | 62.  | 1978 | Houston (2)                                  | Terra batuda | Wojtek Fibak      | Tom Leonard Mike Machette             | 7−5, 7−5                     |
| Guanyador | 63.  | 1978 | World Doubles WCT, Kansas City, Estats Units | Terra batuda | Wojtek Fibak      | Robert Lutz Stan Smith                | 6−7, 6−4, 6−0, 6−3           |
| Guanyador | 64.  | 1978 | Hamburg (3)                                  | Terra batuda | Wojtek Fibak      | Antonio Muñoz Víctor Pecci            | 6−2, 6−4                     |
| Finalista | 31.  | 1978 | Múnic, Alemanya Occidental                   | Terra batuda | Jürgen Fassbender | Ion Ţiriac Guillermo Vilas            | 6−3, 4−6, 6−7                |
| Guanyador | 65.  | 1978 | Gstaad (2)                                   | Terra batuda | Mark Edmondson    | Bob Hewitt Kim Warwick                | 6−4, 1−6, 6−1, 6−4           |
| Guanyador | 66.  | 1978 | Hilversum (2)                                | Gespa        | Balázs Taróczy    | Robert Carmichael Mark Edmondson      | 7−6, 4−6, 7−5                |
| Guanyador | 67.  | 1978 | Toronto (3)                                  | Moqueta      | Wojtek Fibak      | Colin Dowdeswell Heinz Günthardt      | 6−3, 7−6                     |
| Guanyador | 68.  | 1978 | World of Doubles, Woodlands (2)              | Dura         | Wojtek Fibak      | Marty Riessen Sherwood Stewart        | 7−6, 3−6, 4−6, 7−6, 6−3      |
| Guanyador | 69.  | 1978 | Estocolm (4)                                 | Dura (i)     | Wojtek Fibak      | Robert Lutz Stan Smith                | 6−3, 6−2                     |
| Finalista | 32.  | 1979 | Birmingham                                   | Moqueta      | Ilie Năstase      | Stan Smith Dick Stockton              | 2−6, 3−6                     |
| Guanyador | 70.  | 1979 | Filadèlfia (2)                               | Moqueta      | Wojtek Fibak      | Peter Fleming John McEnroe            | 5−7, 6−1, 6−3                |
| Finalista | 33.  | 1979 | Denver (2)                                   | Moqueta      | Wojtek Fibak      | Robert Lutz Stan Smith                | 6−7, 3−6                     |
| Guanyador | 71.  | 1979 | Memphis, Estats Units                        | Moqueta      | Wojtek Fibak      | Frew McMillan Dick Stockton           | 6−4, 6−4                     |
| Guanyador | 72.  | 1979 | Stuttgart, Alemanya Occidental               | Dura (i)     | Wojtek Fibak      | Robert Carmichael Brian Teacher       | 6−3, 5−7, 7−6                |
| Guanyador | 73.  | 1979 | Múnic                                        | Terra batuda | Wojtek Fibak      | Jürgen Fassbender Jean-Louis Haillet  | 7−6, 7−5                     |
| Guanyador | 74.  | 1979 | Hilversum (3)                                | Gespa        | Balázs Taróczy    | Jan Kodeš Tomáš Šmíd                  | 6−1, 6−3                     |
| Guanyador | 75.  | 1979 | Tel-Aviv, Israel                             | Dura         | Ilie Năstase      | Mike Cahill Colin Dibley              | 7−5, 6−4                     |
| Finalista | 34.  | 1979 | Estocolm (2)                                 | Dura (i)     | Wojtek Fibak      | Peter Fleming John McEnroe            | 4−6, 4−6                     |
| Finalista | 35.  | 1980 | Masters Doubles WCT, Londres, Regne Unit (2) | Moqueta      | Wojtek Fibak      | Brian Gottfried Raúl Ramírez          | 6−3, 4−6, 4−6, 6−3, 3−6      |
| Guanyador | 76.  | 1980 | Birmingham (2)                               | Moqueta      | Wojtek Fibak      | José Luis Clerc Ilie Năstase          | 6−3, 6−3                     |
| Guanyador | 77.  | 1980 | El Caire, Egipte                             | Terra batuda | Ismail El Shafei  | Christopher Freyss Bernard Fritz      | 6−3, 3−6, 6−3                |
| Guanyador | 78.  | 1980 | Hilversum (4)                                | Gespa        | Balázs Taróczy    | Tony Giammalva Buster Mottram         | 7−5, 6−3, 7−6                |
| Finalista | 36.  | 1980 | Bangkok, Tailàndia                           | Moqueta      | Dick Stockton     | Ferdi Taygan Brian Teacher            | 6−7, 6−7                     |

#### Períodes com a número 1
| Núm. | Precedit per  | Dates                   | Succeït per  | Setmanes | Acumulat |
| ---- | ------------- | ----------------------- | ------------ | -------- | -------- |
| 1.   | Frew McMillan | 05/02/1979 − 22/04/1979 | John McEnroe | 11       | 11       |

### Dobles mixts: 1 (0−1)
| Resultat  | Núm. | Data | Torneig      | Superfície   | Parella       | Oponents                     | Marcador |
| --------- | ---- | ---- | ------------ | ------------ | ------------- | ---------------------------- | -------- |
| Finalista | 1.   | 1968 | Roma, Itàlia | Terra batuda | Virginia Wade | Margaret Court Marty Riessen | 6−8, 3−6 |

## Trajectòria

### Individual
| Open d'Austràlia | A  | 2R | 3R | A  | A  | 1R | QF | SF | A  | A  | A  | A  | A  | A  | A  | A  | A  | A  | 0 / 5  |
| Roland Garros | A  | 2R | 4R | QF | A  | SF | A  | A  | A  | QF | A  | A  | A  | A  | 1R | A  | A  | A  | 0 / 6  |
| Wimbledon | 2R | 1R | 4R | 2R | QF | QF | 2R | 4R | A  | A  | 4R | QF | 3R | 4R | SF | QF | 3R | 1R | 0 / 16 |
| US Open | 1R | A  | A  | A  | F  | 1R | 4R | SF | 3R | 4R | 4R | 2R | 3R | A  | 1R | 1R | 1R | A  | 0 / 13 |
| Llegenda: G: Guanyador; F: Finalista; SF: Semifinalista; QF: Quarts de final; Q: Qualificació; A: Absent; RR: Round Robin; |    |    |    |    |    |    |    |    |    |    |    |    |    |    |    |    |    |    |        |

### Dobles
| Open d'Austràlia | A  | A  | QF | F  | A  | A  | A  | A  | A  | A  | A  | A  | A  | A  | A  | 0 / 2  |
| Roland Garros | A  | SF | A  | A  | A  | G  | A  | A  | A  | A  | SF | 2R | A  | A  | A  | 1 / 4  |
| Wimbledon | 1R | F  | QF | 2R | A  | A  | SF | 3R | 2R | A  | SF | 1R | 2R | SF | 1R | 0 / 12 |
| US Open | QF | SF | 3R | SF | 3R | SF | A  | F  | G  | QF | SF | 2R | 3R | 3R | A  | 1 / 13 |
| Llegenda: G: Guanyador; F: Finalista; SF: Semifinalista; QF: Quarts de final; Q: Qualificació; A: Absent; RR: Round Robin; |    |    |    |    |    |    |    |    |    |    |    |    |    |    |    |        |